# 3586 Vasnetsov
3586 Vasnetsov eller 1978 SW6 är en asteroid i huvudbältet som upptäcktes den 26 september 1978 av den sovjetisk-ryska astronomen Ljudmila Zjuravljova vid Krims astrofysiska observatorium på Krim. Den har fått sitt namn efter de ryska målarna Viktor Vasnetsov och Apollinary Vasnetsov.
Asteroiden har en diameter på ungefär 7 kilometer.